# مسجد عيدكه
مسجد عيدكه هو مسجد يقع بالقرب من خطوط السكك الحديدية بين مدينتي اكيمبور وخيري في الهند.

## البناء
وضعت حجر الأساس لمسجد عيدكه التاريخي في شمال غرب خيري تاون خارج المنطقة السكنية .

## العمارة
يمكن الوصول إلى باحة المسجد من مداخل ثلاث جهات , وفي يوم العيد يتم استخدام منطقة خارج المسجد لأكشاك الطعام والمتاجر وفناني الشارع .

## وصلات خارجية
- صور من موقع فليكر لمدينة عيدكه "مدينة عيدكه"